# 玉井雪雄
玉井 雪雄（1970年2月19日— ），日本男性漫畫家。兵庫縣出生。有過電影導演的助手的經驗，1992年以得到Spirits新人漫畫大賞受獎。目前在Big Comic Spirits雜誌上執筆。

## 作品列表
- ゆりかちゃん - 真人電影版由榎本加奈子主演。
- IWAMAL動物診療札記（IWAMAL～岩丸動物診療譚～）《Big Comic Spirits》1997年 - 2000年（全9卷）尖端出版
- （全1卷）
- 神鬼一族 OMEGA TRIBE （オメガトライブ）《Big Comic Spirits》2001年40号 - 2005年24号（全14卷）東立出版
- 神鬼帝國 OMEGA TRIBE KINGDOM（オメガトライブ キングダム）《Big Comic Spirits》2005年29号 - 2008年29号（全11卷）東立出版
- 海鷗‧鐵馬‧情（かもめ☆チャンス）《Big Comic Spirits》2008年40号 - 2013年36、37合併号（全20卷）東立出版
- 《別冊漫画Goraku》→《Goraku Egg》（全3卷）
- 《週刊漫画Goraku》（全2卷）
- （全1卷）
- ケダマメ CHAOS DAMN-AGE MAN X 《Big Comic Spirits》2014年39号 - 2015年37・38合併号（全4卷）
- 《COMIC亂TWINS》2016年5月号 - 2017年3月号（全2卷）
- 《週刊Young Magazine》2017年20号 - 2017年52号（全3卷）
- 《Big Comic Superior》2019年18号 -

## 助手
- 西村拓

## 外部連結
- OMEGA TRIBE解体新書 （页面存档备份，存于） 本人的部落格
- 玉井雪雄的X（前Twitter）